# Чаево
Чаево — деревня в Череповецком районе Вологодской области.
Входит в состав Коротовского сельского поселения, с точки зрения административно-территориального деления — в Коротовский сельсовет.
Расстояние до районного центра Череповца по автодороге — 75 км, до центра муниципального образования Коротово по прямой — 14 км. Ближайшие населённые пункты — Давыдово, Миндюкино, Супроново.
По переписи 2002 года население — 128 человек (57 мужчин, 71 женщина). Преобладающая национальность — русские (98 %).